# Ángel Acosta
Ángel Acosta est un boxeur portoricain né le 8 octobre 1990 à San Juan.

## Carrière
Passé professionnel en 2012, il échoue une première fois en  championnat du monde des poids mi-mouches WBO le 20 mai 2017 face à Kōsei Tanaka mais remporte cette ceinture (devenue vacante) le 2 décembre 2017 en battant Juan Alejo par KO à la 10e reprise. Il conserve son titre le 16 juin 2018 en battant par arrêt de l'arbitre au 12e round Carlos Buitrago puis le 13 octobre par KO au 4e round contre Callum Johnson.
Le 30 mars 2019, Acosta bat par KO au 8e round Ganigan López, ancien champion WBC de la catégorie, avant d'être à son tour battu par le Mexicain Elwin Soto le 19 juin 2019. Il perd également face au champion WBO des poids mouches japonais Junto Nakatani le 11 septembre 2021.